# Modulació jeràrquica

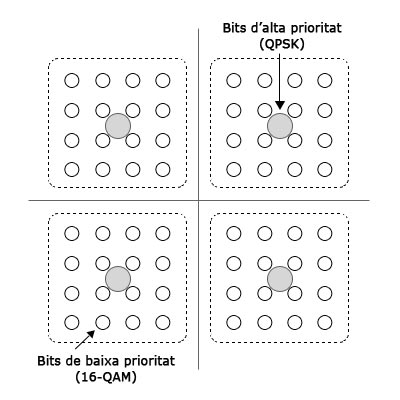
Constel·lació 64-QAM formada per la combinació d'un 16-QAM i un QPSK.

Sistema de modulació que permet la transmissió de dos fluxos de dades diferents (alta prioritat i baixa prioritat) en un únic flux d'un canal (principalment usat en l'estàndard DVB-T).
Les dades d'alta prioritat es destinen als receptors mòbils i/o portàtils, i a les zones allunyades del transmissor on el SNR és menor. Les de baixa prioritat estan destinades a les zones properes al transmissor per a receptors fixes.

## Funcionament
En una modulació jeràrquica una constel·lació 64-QAM és vista com la combinació entre un 16-QAM (baixa prioritat LP) i un QPSK (alta prioritat HP). Aquest article es concentra en aquest tipus de constel·lació, ja que és la més usada pel fet de tenir un bitrate més elevat.
Té com a entrada dos senyals diferents que s'envien en el mateix canal. Les dos entrades es codifiquen per separat, després es fa una intercalació de bits, i aleshores es procedeix al mapeig del senyal. Cada símbol d'aquest mapeig té 6 bits, els 2 primers són els de HP i els restants els de LP.
En la recepció, per descodificar el senyal d'alta prioritat només cal discernir entre un del quatre quadrants, per tant, el SNR serà molt gran, ja que en la descodificació de cada símbol, encara que aquest hagi arribat amb un cert error, aquest error afecta majoritàriament als bits corresponents al senyal de baixa prioritat, deixant intactes els de HP.

## Paràmetres
Hi ha tres paràmetres que descriuen l'esquema d'una modulació jeràrquica: α, i les ràtios de codificació per als fluxos HP i LP.

### Alpha α
El paràmetre α, ens indica la distància que hi ha entre els 4 símbols de la QPSK. Pot tenir valors de 1, 2 o 4. Com més gran més cobertura i robustesa tindrà el flux de HP, però serà en conseqüència de una menor seguretat en les dades de LP.

### Ràtios de codificació
Les ràtios de codificació indiquen la quantitat de bits que es posen per a protegir el senyal del soroll. Els dos fluxos es poden codificar amb ràtios diferents, es pot protegir molt el de HP i menys el de LP. Valors típics per aquest paràmetre: 1/2, 2/3, 3/4, 5/6 i 7/8. El valor més petit és el que protegeix més el senyal, normalment per a les dades d'alta prioritat s'utilitza 1/2 o 2/3. Com més es protegeixi el senyal, menor serà el bitrate útil en el receptor.

## Problemes amb modulació no jeràrquica
A partir d'una certa distància entre el receptor i el transmissor la recepció del senyal es degrada de cop. No hi ha una degradació del senyal progressiva tal com passa amb els sistemes analògics. Passa de veure's molt bé a no veure's en poca distància. Per a l'enviament de senyals d'alta qualitat i senyals per a dispositius mòbils es necessita ocupar dos canals diferents

## Avantatges de la modulació jeràrquica
Té una millor cobertura en l'espai terrestre, amb zones amb qualitat excel·lent. També hi ha zones amb menys qualitat, però acceptable. Aquestes zones tenen una cobertura molt gran.
La seva recepció està disponible per a múltiples dispositius: receptors fixos i receptors mòbils o portàtils (només poden resoldre les dades de alta prioritat).
Té un canal únic. Un sistema amb modulació no jeràrquica també pot complir les mateixes propietats que un amb modulació jeràrquica, però aleshores es necessiten dos canals. Si es vol que un sistema compleixi totes aquestes propietats en un sol canal s'haurà d'implementar una modulació jeràrquica.